# Galium intricatum
Galium intricatum là một loài thực vật có hoa trong họ Thiến thảo. Loài này được Margot & Reut. mô tả khoa học đầu tiên năm 1839.